# アメリカンチェリー
日本においてアメリカンチェリーは、主にアメリカ合衆国西海岸で取れるサクランボを指す。代表品種はビング（Bing)。漢字表記で炳という姓の、通称「Ah bing(阿炳)」という北方中国人移民が、1875年ごろブラックレパブリカン種から交配に成功。日本への輸入量の9割を占める。
なお、木材のアメリカンチェリーは、ウワミズザクラの近隣種アメリカクロミザクラ（ブラックチェリー）Prunus serotinaであり、別の種である。本記事ではサクランボの一種について述べる。

## 種類
植物の種は、日本の佐藤錦と同様、セイヨウミザクラ Prunus aviumである。

### ビング
ビングは北米西海岸北部に位置するオレゴン州、ワシントン州、およびカナダのブリティッシュコロンビア州での栽培が盛んである。また西海岸ではないが、ウィスコンシン州でも盛んに栽培されている。
アメリカで、生の果実として出回るほとんどがビングである。ビングは糖度が高く、自樹結実する上、多収量、大きく、色が濃く、実が締まっているのが特徴。丈夫なので船での輸送にも向いているが、収穫後に雨がかかるとひびが入りやすい。日本に入るアメリカンチェリーも9割がビングである。暗い果皮の色から「ダークチェリー」とも呼ばれる。
1870年代、オレゴン州ミルウォーキーで園芸家セス・ルウェリングと作業主任で中国満洲族のAh Bing(炳さん)が開発した。ビングの名はこの作業主任の名に基づく。なお、開発に携わったビングは1889年に中国に一時帰国していたが、1892年に改正された中国人排斥法の施行により、再びアメリカに戻ることはできなかった。

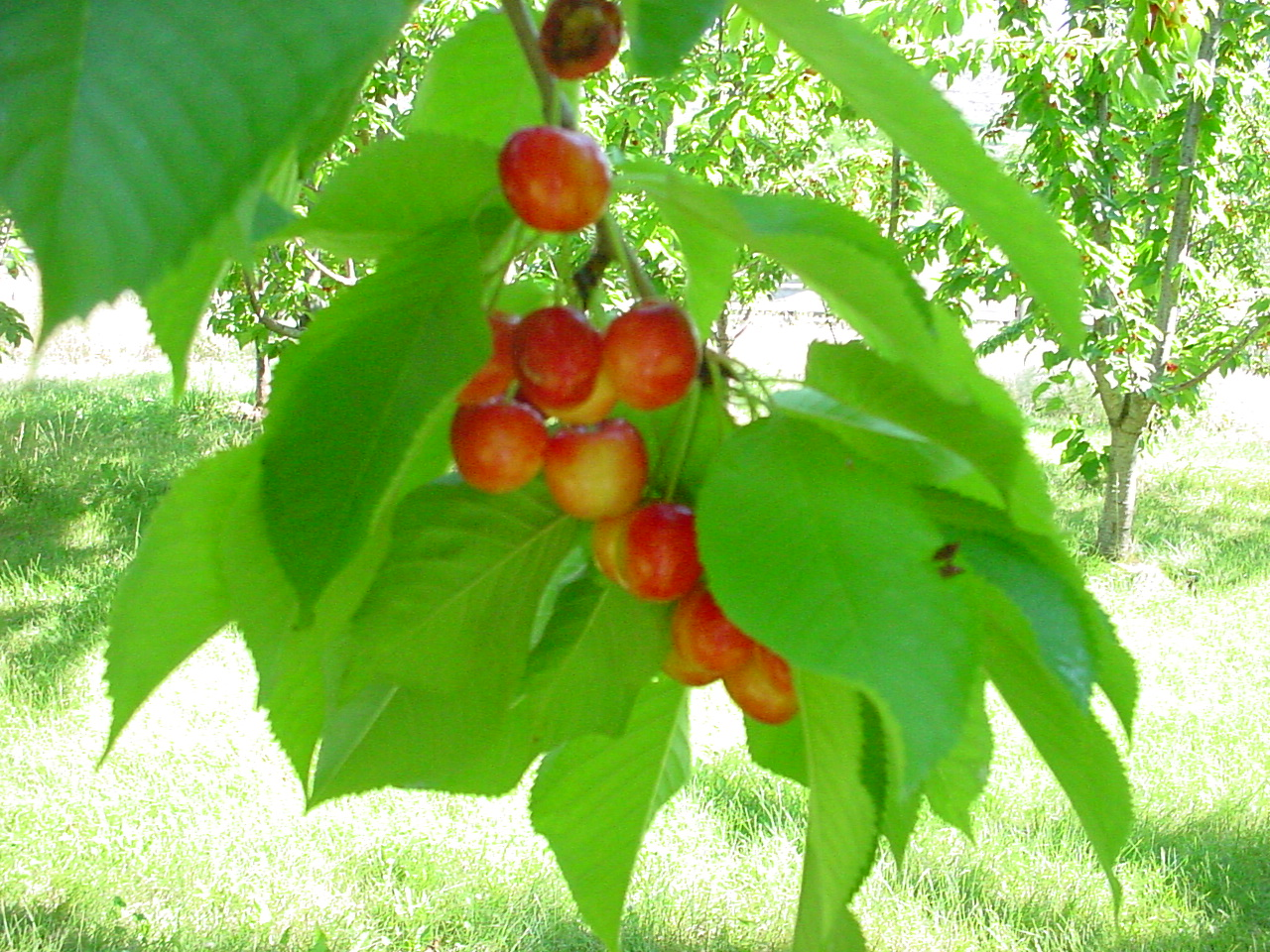
レイニア

### レイニア
レイニアチェリーは黄味がかったクリーム色をしている。気温、風、雨の影響を受けやすい。また、熟した実の3分の1が鳥に食べられてしまう。そのため価格がやや高く、アメリカでは1ポンド (450 g)あたり5ドル、イギリスや日本では9ドルする。果肉は柔らかく、外見も佐藤錦に類似しており、甘みも非常に強いので、日本人にはビングよりも好まれている。
1952年、ワシントン州立大学のハロルド・フォーグル (Harold Fogle) が、ビングとヴァン (Van Cherry) を掛け合わせて開発した。

### その他
ブルックス (Brooks)、ツラーレ (Tulare)、ガーネット (Garnet)、キング (King)、ランバート (Lambert)、バン (Van)、シュラン (Chelan) など1000品種以上あるとされている。日本でもお馴染みのナポレオンや高砂等も古くに導入されたアメリカンチェリーの一種である。